# Tatau (Insel)
Tatau ist eine Insel, die zu den Tabar-Inseln in der Provinz New Ireland von Papua-Neuguinea gehört. Administrativ ist die Insel Teil des Distrikts Namatanai. Die etwa 75 Quadratkilometer große Insel liegt 35 km nordöstlich von Neuirland, der Hauptinsel der Provinz. Die Insel ist etwa 10 km breit, 15 km lang und überwiegend von Flachland mit andesitischen Erhebungen von über 300 m und gehobenen Korallenkalken geprägt.
Weiterhin liegt Tatau 4 km südlich Simberi und durch einen schmalen Kanal von Tabar, der namensgebenden der Hauptinsel der Tabar-Gruppe, getrennt.
Die niederländische Seefahrer Jacob Le Maire und Willem Cornelisz Schouten passierten die Tabar-Inseln 1616 ohne zu erkennen, dass Tatau von Tabar getrennt war.
Die Insel wurde während der deutschen Kolonialzeit Nördliche Gardnerinsel benannt. Zu dieser Zeit existierten Kokospalmenpflanzungen und Händlerstation im Norden.